# Groupe Carrefour
Groupe Carrefour (pronunție în franceză [kaʁfuʁ]) este o companie multinațională franceză,  fiind unul din cei mai mari retaileri din lume cu peste 12.300 de magazine (inclusiv peste 1.450 de hipermarketuri) în anul 2018. Carrefour este un retailer important în România cu afaceri de 10 miliarde de lei în 2018.
Groupe Carrefour operează în mod direct în Franța, Spania, Italia, Belgia, Polonia, România, Argentina, Brazilia, China și Taiwan.
Carrefour înseamnă "intersecție" în limba franceză, primele magazine deschise în Franța fiind situate lângă intersecții.

## Carrefour România
Carrefour a înregistrat în 1999 subsidiara Carrefour Hiproma în România, în parteneriat cu francizorul Hyparlo, o afacere de familie din Franța. Subsidiara era deținută în proporții egale, în același timp Carrefour deținând 20% din grupul Hyparlo.
Carrefour a deschis în 2001 primul hipermarket din România in zona Militari de la intrarea pe Autostrada A1, într-un proiect dezvoltat de EMCT, propietarul Sun Plaza.
Carrefour a preluat în 2006 restul pachetului de 50% la subsidiara din România, după ce a hotărât să nu mai opereze hipermarketuri în franciză. Ulterior, a cumpărat grupul Hyparlo.
Carrefour România a preluat, în toamna lui 2007, lanțul de supermarketuri Artima, pentru 55 milioane de euro, marcând prin aceasta intrarea pe segmentul de supermarketuri. Rețeaua Artima deținea 21 de magazine, concentrate în vestul țării, cu o suprafață totală de vânzări de 21.000 de metri pătrați. După preluare, magazinele Artima au fost redenumite în Carrefour Express.
În decembrie 2010 cele 25 de supermarketuri au fost redenumite din Carrefour Express în Carrefour Market.
Carrefour România a mai preluat, în 2017, lanțul de supermarketuri Billa din România pentru 97 milioane de euro. După preluare, majoritatea magazinelor Billa au fost redenumite Carrefour Market, iar altele Supeco și Carrefour Express.
De asemnea, la finalul anului 2023, Consiliul Concurenței a aprobat achiziția lanțului de hipermarketuri Cora România, urmând ca până la finalul lui 2024, să fie redenumite sub brandul Carrefour.

## Istoric
Carrefour a achiziționat în aprilie 2007 lanțul brazilian de supermarketuri Atacadao pentru 1,24 miliarde USD. Achiziția a condus grupul francez pe primul loc pe piața braziliană de retail, poziție ocupată anterior de grupul Pao de Acucar.
În august 2007, compania s-a retras de pe piața din Elveția, vânzând participația sa de 50% din grupul Distributis AG grupului elvețian de retail Coop, valoarea tranzacției ridicându-se la 390 milioane dolari.

## Mărci proprii
Compania urmează o tendință de fond prin care vinde produse sub marcă proprie, care în fiecare an devine din ce în ce mai importantă. În 2009 brandurile private Carrefour au avut o pondere de 34% în afaceri Franța, 20% în Polonia și 6% în România . În România, printre companiile care produc sub marcă proprie, Carrefour, se numără Reinert Romania, Orkla Foods Romania, Vascar sau Farmec Cluj-Napoca.

## Referinte
1. 1 2  Sirene
2. ↑   https://www.lobbyfacts.eu/datacard/groupe-carrefour?rid=118080510828-42 Lipsește sau este vid: |title= (ajutor)
3. ↑   https://www.lesechos.fr/2017/06/alexandre-bompard-sera-pdg-de-carrefour-le-18-juillet-172894 Lipsește sau este vid: |title= (ajutor)
4. ↑   (PDF) https://www.carrefour.com/sites/default/files/2022-06/Carrefour-DEU2021-FR_01_0.pdf Lipsește sau este vid: |title= (ajutor)
5. ↑  „Cartea câștigătoare pentru Carrefour pe o piață de retail în consolidare”. Progresiv. 18 iunie 2019. Arhivat din original la 3 iulie 2019. Accesat în 3 iulie 2019.
6. ↑  Centrul comercial Orhideea, peste un milion de clienti pe luna, 03.10.2005, wall-stret.ro, accesat la 22 aprilie 2010
7. 1 2  Carrefour investeste peste sase mil. euro in reamenajarea Artima[nefuncțională]
, accesat la 30 martie 2009
8. ↑  Carrefour rebranduieste magazinele Carrefour Express in Carrefour Market, 16 decembrie 2010, wall-stret.ro, accesat la 31 martie 2011
9. ↑  Ioana Coman. „Consiliul Concurenței aprobă achiziția lanțului de hipermarketuri Cora România de către Carrefour”. www.digi24.ro. Accesat în 6 ianuarie 2024, articol publicat în data de 31 octombrie 2023. Verificați datele pentru: |access-date= (ajutor)
10. ↑  Carrefour va investi 565 mil. dolari anual in Brazilia intre 2008-2010
11. ↑  Carrefour se retrage de pe piata elvetiana
12. 1 2 3  Farmec, Orkla sau Reinert produc pentru Carrefour, 14.09.2009, zf.ro, accesat la 2 aprilie 2010